# مدة الاقامة

مدة الإقامة (LOS) هي مدة حلقة واحدة من العلاج في المستشفى. يتم حساب أيام المرضى الداخليين عن طريق طرح يوم القبول من يوم الخروج.
إحصائية مشتركة مرتبطة بطول مدة الإقامة هي متوسط مدة الإقامة (ALOS)، وهو متوسط يحسب بقسمة مجموع أيام المرضى الداخليين على عدد المرضى الذين يتم قبولهم بنفس تصنيف المجموعة المرتبط بالتشخيص. يمكن أن يكون الاختلاف في حساب ALOS هو النظر فقط في مدة الإقامة خلال الفترة قيد التحليل.
وعادة ما يكون طول مدة الإقامة منحرفاً إلى حد كبير، ولذلك يوصى باتباع نُهج إحصائية تأخذ ذلك في الاعتبار. في حين أن متوسط مدة الإقامة مفيد من وجهة نظر التكاليف، فقد يكون إحصائية ضعيفة من حيث تمثيل مدة الإقامة النموذجية؛ قد يكون الوسيط المفضل.
من المفيد أن تكون قادرًا على التنبؤ بطول الإقامة المتوقع للفرد أو نمذجة مدة الإقامة لتحديد العوامل التي تؤثر عليه. وقد سعت تحليلات مختلفة إلى نمذجة طول الإقامة في سياقات حالة مختلفة. وقد تم ذلك عادة مع نماذج الانحدار، ولكن تم أيضا تطبيق أساليب سلسلة ماركوف. ضمن نهج الانحدار، تم تطبيق نهج الانحدار الخطي والعادي واللوجستي، ولكن تم انتقادها من قبل باحثين آخرين. كارتر وبوتس (2014) بدلا من ذلك يوصي باستخدام الانحدار الثنائي السلبي.
عادة ما يستخدم طول الإقامة مقياسا للجودة. نظام الدفع المحتمل في الولايات المتحدة الطبية لتعويض الرعاية في المستشفى يعزز أقصر مدة الإقامة من خلال دفع نفس المبلغ للإجراءات، بغض النظر عن الأيام التي تقضيها في المستشفى.
بالإضافة إلى ذلك، يمكن ربط مدة الإقامة في المستشفى بمقاييس جودة إضافية مثل رضا المرضى عن المهنيين الصحيين، والحد من البعثات في المستشفيات، وحتى الوفيات. يمكن أن تكون عمليات التخطيط للخروج فعالة في تقليل مدة الإقامة للمرضى في المستشفى. فعلى سبيل المثال، بالنسبة لكبار السن الذين أُدخلوا على حالتهم الصحية، ثبت أن التخطيط للخروج من المستشفى يحسن الارتياح، ويقلل من الطول الإجمالي للإقامة، ويقلل في غضون فترة 3 أشهر من احتمال إعادة القبول.
وينطبق مصطلح «متوسط مدة الإقامة» (ALOS) أيضاً على صناعات أخرى، مثل الترفيه، وتسويق المناسبات، والمعرض التجاري، والترفيه. يستخدم ALOS لتحديد طول الوقت الذي يتوقع أن يقضيه الحضور في موقع أو في مكان وهو جزء من الحساب المستخدم لتحديد إجمالي إمكانات البيع للبائعين وما إلى ذلك ويؤثر على كل شيء من وقوف السيارات إلى الصرف الصحي، والتوظيف والأغذية والمشروبات. يمكن تغيير جميع الجوانب التشغيلية تقريبًا بواسطة ALOS للحضور.